# Murat Niyazov
Murat Niyazov (Leningrado, 18 aprile 1967) è un politico turkmeno, figlio primogenito del defunto dittatore del Turkmenistan, Saparmurat Niyazov e di suo moglie Muza Sokolova.
È una figura di spicco nel paese asiatico, avendo partecipato attivamente alla politica del padre. Discende da etnie russe, turkmene ed ebraiche.
Nel 1985 Murat ha cominciato a studiare presso la facoltà di giurisprudenza Gorky in Turkmenistan, ma pochi anni dopo ha proseguito gli studi a Leningrado. Per qualche tempo ha lavorato a Mosca come procuratore investigativo. Dal 1993 è stato coinvolto in vari progetti di business, soprattutto cotone e petrolio. A seguito della vendita di petrolio all'Ucraina in cambio di carri armati, Murat è stato vittima di uno scandalo. Grande giocatore d'azzardo, ha perso milioni di dollari sia a Madrid che ad Ankara, in Turchia dove è stato incarcerato per non aver pagato il debito al casinò. Grazie all'aiuto del padre, Murat è stato rilasciato. Nell'agosto 2000 ha intavolato rapporti con l'Afganistan. In quello stesso periodo, il padre ha vietato al figlio di risiedere in Turkmenistan e Murat si è spostato in Russia, paese in cui ha la cittadinanza.
Murat ha convinto il popolo turkmeno a non avviare nessun contratto con la compagnia straniera Bridas in quanto essa non risponde alle modalità di costruzione di oleodotti del paese. Ha affermato inoltre che la multinazionale vuole sfruttare le risorse del Turkmenistan per arricchirsi.
Ha avviato rapporti con gli Stati Uniti consigliando loro di concentrarsi sul petrolio turkmeno anziché su quello iraniano, ma non è riuscito mai ad incontrare autorità statunitensi, che non volevano collaborare con la dittatura. Nel 2005 girarono voci su di lui come possibile successore del padre. Alla morte di esso, il 21 dicembre 2006, si è scoperto che Murat non ha i requisiti per essere il nuovo leader: troppo giovane e inesperto. Si è presentato comunque al funerale il 24 dicembre.

## Vita privata
Murat si è operato ad un occhio e allo stomaco, per perdere peso. È stato sposato con Lily Toykina, che gli ha dato una figlia nel 1987. Successivamente ha conosciuto Elena Ushakov dalla cui unione è nata Janet nel 1995. La terza moglie, assistente di volo, gli ha dato Atamurat nel 2004.